# Antena (nàutica)

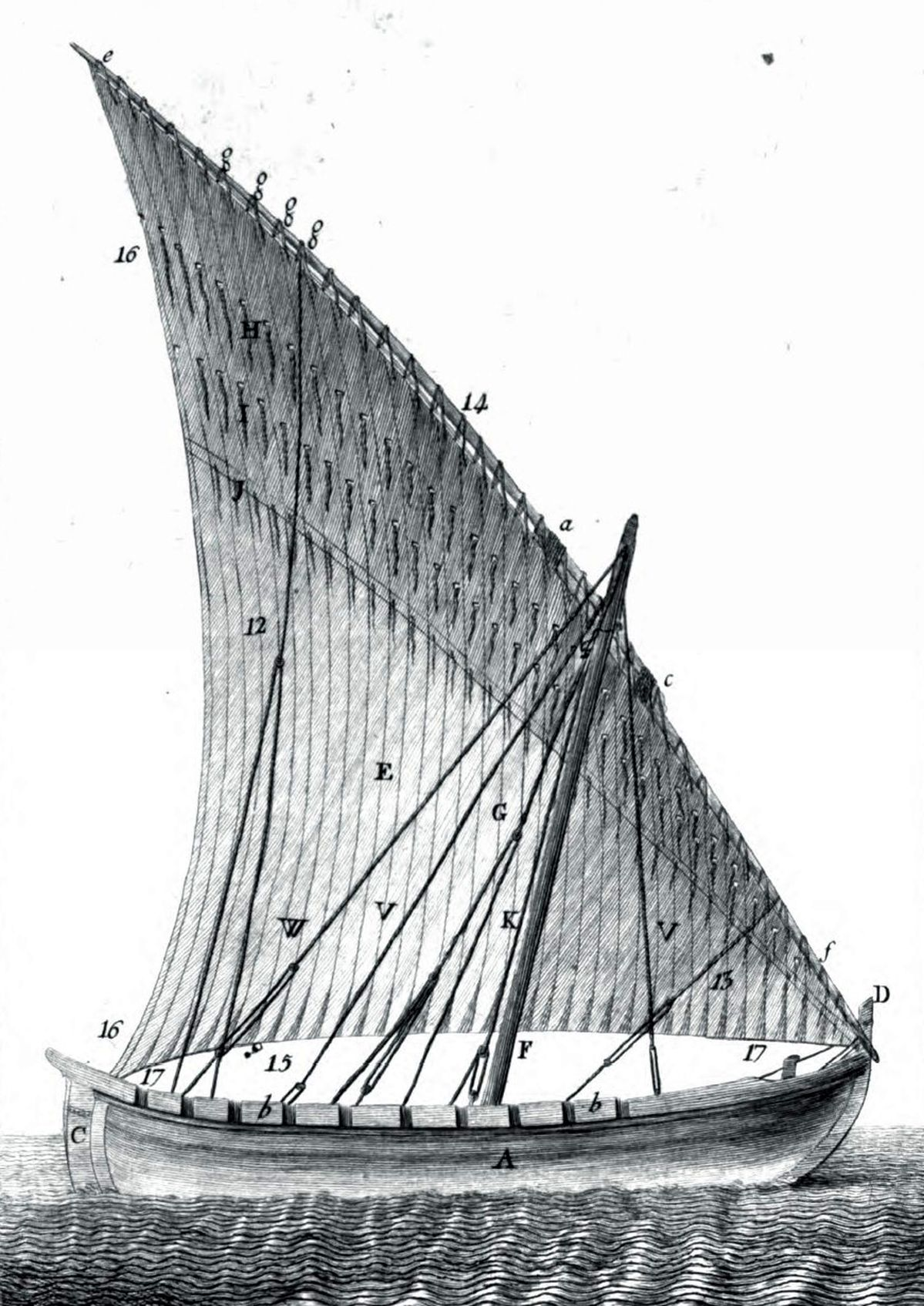
Antena marcada amb el núm. 14 a l'esquema d'Antoni Sañez Reguart - 1796

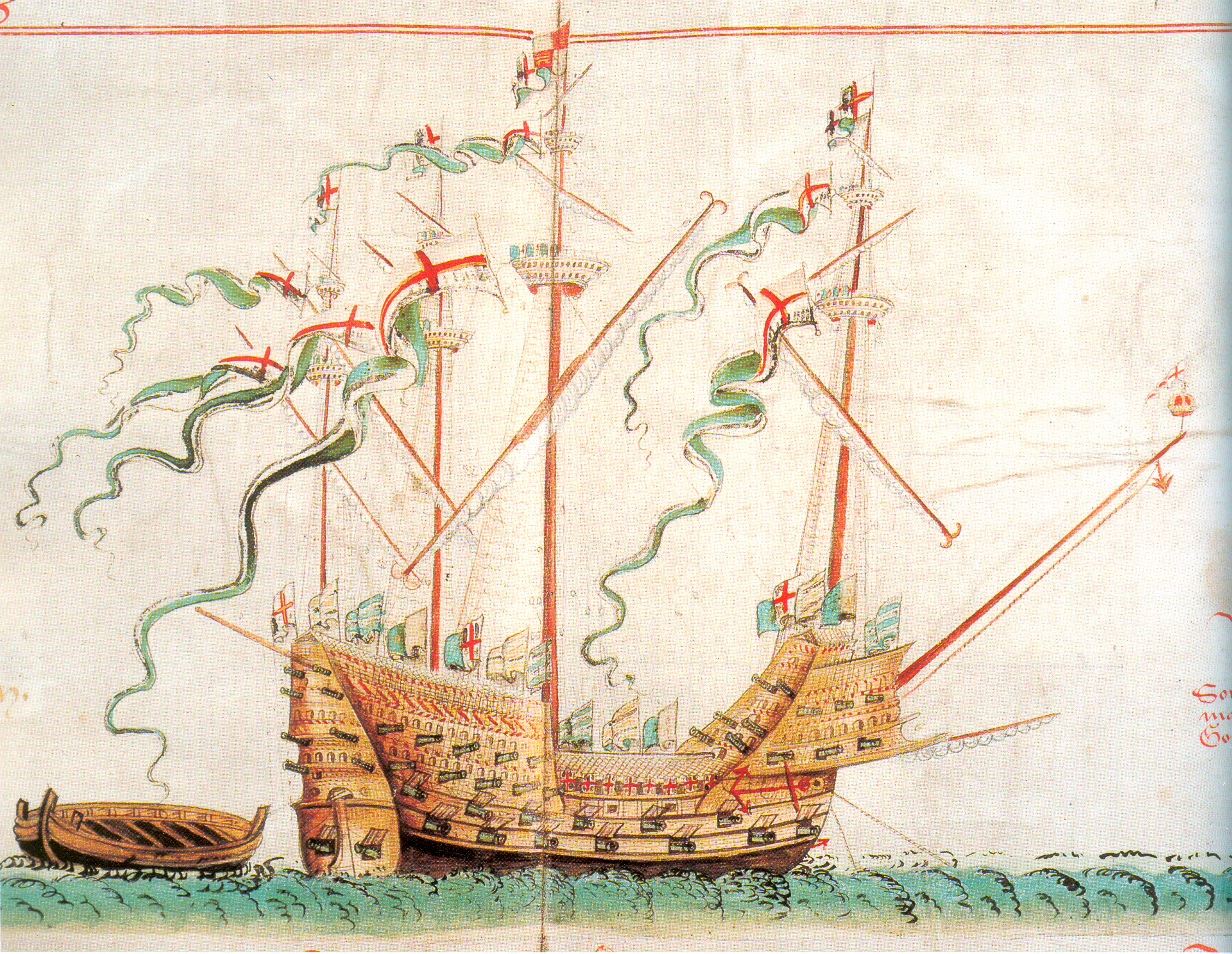
Henry Grace à Dieu amb veles llatines als arbres de mitjana i contramitjana.

En nàutica, es coneix com a antenaː pàg. 32, a la verga de les veles llatines. Per extensió, es dona el mateix nom a totes les vergues de les veles de les embarcacions menors, siguin o no llatines. També s'anomena antena o pic la verga on es guarneix la vela cangrea. En les embarcacions antigues també es diu antena a la verga de la vela del pal de mitjana.
Quan és llarga està formada per dues vergues connectades una en perllongació de l'altra: la de proa s'anomena car i la de popa rep el nom de pena. L'entroncament es fa amb dues lligades, fetes amb dues cordes anomenades "enginyes". És fàcil de desfer amb la finalitat de variar la longitud total de l'antena i, en conseqüència, la superfície portant de la vela. Si l'antena és d'una embarcació gran o ja és un poc vella, pot dur una tercera peça, per a reforçar-la, anomenada quimelca.
Entre els corsaris, l'expressió antena de batalla, significava [hissar] l'antena, orientant-la horitzontalment i en creu, per donar a entendre que estaven preparats per a la lluita. Calar la antena significa arriar-la.

## Antenes en l’arbre de mitjana
En els vaixells antics (galeres, caravel·les, naus, galions…) els arbres de mitjana (i de contramitjana) guarnien veritables veles llatines, les vergues de les quals s'anomenaven antenes.
Els bastiments amb aparell caire o rodó transformaren les veles llatines dels arbres de mitjana de la manera següent: 
- primer mantenint l’antena i retallant la parte de proa de la vela originalment llatina[12][13][14]
- en una segona fase, retallant la parte de proa de l’antena; transformant així la vela llatina original en una vela cangrea (afermada al pal pel caient de proa i a la botavara).[15]

La documentació de les fases anteriors cal trobar-la, principalment, en representacions gràfiques de vaixells.

### Cangrea doble
Els vaixells amb cangrea doble foren, per primer cop, construïts a Alemanya. Els més coneguts anaven aparellats de bricbarca. Una cangrea doble implica dos pics.
|  |  |  |